# Potopljene sence
Potopljene sence (v izvirniku angleško What Lies Beneath) je ameriški film, v katerem Harrison Ford in Michelle Pfeiffer igrata urejen zakonski par, ki se sooči z duhom v svoji hiši, to pa privleče dolgo zamolčane skrivnosti.

## Zgodba
Univerzitetni profesor dr. Norman Spencer živi v bivši hiši Normanovega očeta s svojo ženo Claire. Leto pred tem je Claire doživela prometno nesrečo, zaradi katere trpi za delno izgubo spomina.
Njuna soseda sta zakonca Warren in Mary Feur, ki se pogosto prepirata. Nekega dne Claire najde Mary jokati in postane zaskrbljena. Ko nekega večera vidi, da Warren Feur v avto nalaga veliko vrečo, posumi, da je bila Mary v enem od prepirov umorjena in začne raziskovati.
Kmalu zatem Claire začne opažati čudne dogodke v svoji hiši - padanje slik, odpiranje vrat in odsev senc v kopalnici. Claire zato začne verjeti, da je Mary dejansko mrtva in jo hodi strašit.
Claire skupaj s prijateljico Jody izvede seanso, na kateri želi navezati stik z duhom, vendar je seansa brez uspeha. Kasneje se Claire odpravi v kopalnico, kjer najde kad napolnjeno z vodo in opazi duha v ogledalu.
Prestrašena Claire se napoti k Normanu in naleti na Warrena, ki ga takoj obtoži umora svoje žene. Na njeno veliko presenečenje pristopi Mary in pojasni, da je le začasno odšla od doma, Warren pa je za njo peljal njene stvari, kar pojasni, kaj je Warren tistega večera nalagal v avto.
Ko Claire pomisli, da je zadeva rešena, v hiši ponovno pride do padca slike. Tokrat Claire v okvirju najde časopisni članek o pogrešani študentki Madison Elizabeth Frank in ugotovi, da je študirala na univerzi, kjer je predaval tudi Norman. Dodatne informacije poišče pri Madisonini materi in ukrade pramen njenih las. S pomočjo knjige urokov ponovno prikliče duha Madison, ki jo obsede. Ko se Norman vrne domov, ga začne zapeljevati, s tem pa se ji vrne izgubljen spomin in spomni se, da je na dan prometne nesreče zalotila Normana in Madison skupaj. Ker se počuti izdano, se umakne k prijateljici Jody.
Norman kasneje prizna, da je z Madison imel razmerje, vendar se ni želel ločiti od Claire, zaradi česar je Madison naredila samomor v njegovi hiši. Da bi prikril ta incident, se je odločil, da Madison skupaj z njenim avtomobilom potisne v bližnje jezero.
Claire prepriča Normana, naj obvesti policijo in Norman res uporabi telefon. Claire takoj zatem ugotovi, da Norman sploh ni poklical policije, vendar jo Norman takoj zatem zgrabi in omami, takoj zatem pa želi utopiti v kadi. Pojasni ji, da je on v resnici umoril Madison, ki je želela o njunem razmerju poročati dekanu, česar pa Norman ni želel tvegati.
Claire nato nekako uspe pobegniti v avto in Norman ji sledi. Med vožnjo se na cesti pojavi duh in Claire med izogibanjem zapelje v jezero, kamor je Norman odvrgel Madison. Padec avtomobila v jezero dvigne Madisonino truplo, ki zgrabi Normana in ga odvleče na dno, Claire pa se uspe rešiti.

## Povezave
- Potopljene sence v IMDb
- Potopljene sence na AllMovie (angleško)
- Potopljene sence na Box Office Mojo (angleško)